# Debra Mooney
Debra Mooney (Aberdeen, Dakota del Sud, 28 d'agost de 1947) és una actriu estatunidenca coneguda pel seu paper com Edna Harper a la sèrie de TV Everwood.
Mooney va néixer Debra Vick i és la germana d'Isabel (Smith), i de Henry M. Vick.
L'any 2004 es va doblar al català la pel·lícula Falsa identitat (Domestic Disturbance, 2001) on interpreta el personatge de Theresa.

## Filmografia
| Any       | Títol                               | Paper                                | Notes                                                                   |
| 1976      | Delvecchio                          | Dr. Petrie                           | episodi: "The Silent Prey" episodi: "APB: Santa Claus"                  |
| 1979      | Chapter Two                         | Marilyn                              |                                                                         |
| 1982      | Tootsie                             | Mrs. Mallory                         |                                                                         |
| 1983      | The Cradle Will Fall                |                                      | Telefilm                                                                |
| 1985      | ABC Afterschool Specials            | Mrs. Anderson                        | episodi: "Don't Touch"                                                  |
| 1986      | Agent on Ice                        | Mrs. Kirkpatrick                     |                                                                         |
| 1986      | Rage of Angels: The Story Continues |                                      | Telefilm                                                                |
| 1988      | Too Young the Hero                  | mare de Calvin                       | Telefilm                                                                |
| 1988      | Kate & Allie                        |                                      | episodi: "Wedding Belle Blues"                                          |
| 1989      | Dead Poets Society                  | Mrs. Anderson                        |                                                                         |
| 1989      | Dream Street                        | Lillian DeBeau                       | 6 episodis                                                              |
| 1990      | Roseanne                            | Mrs. Wellman                         | 4 episodis                                                              |
| 1990      | Joshua's Heart                      | Mare de Claudia                      | Telefilm                                                                |
| 1990      | Empty Nest                          | Mrs. Bierman                         | episodi: "The Tortoise & the Harry"                                     |
| 1990      | Thirtysomething                     | The Preceptor                        | episodi: "The Guilty Party"                                             |
| 1991      | L.A. Law                            |                                      | episodi: "The Gods Must Be Lawyers"                                     |
| 1991      | Tales from the Crypt                | Ellen                                | episodi: "Easel Kill Ya"                                                |
| 1991-1992 | Davis Rules                         | Mrs. Rush                            | 20 episodis                                                             |
| 1992      | The Fresh Prince of Bel-Air         | Infermera Petty                      | episodi: "Ill Will"                                                     |
| 1992      | Love & War                          | Venedora                             | episodi: "Bustiers and Body Points"                                     |
| 1993      | Flying Blind                        | Joan                                 | episodi: "The Long Goodbye"                                             |
| 1993      | Dream On                            | Receptionista                        | episodi: "The French Conception"                                        |
| 1993      | Grace Under Fire                    | Peg                                  | episodi: "Grace in the Middle"                                          |
| 1993      | Murphy Brown                        | Dr. Lee Larkin                       | episodi: "Trickster, We Hardly Knew Ye"                                 |
| 1994      | Murphy Brown                        | Dr. Lee Larkin                       | episodi: "Anything But Cured"                                           |
| 1994      | Schemes                             | Ruby                                 | Vídeo                                                                   |
| 1994      | Breathing Lessons                   | Mrs. Stuckey                         | Telefilm                                                                |
| 1994      | Herman's Head                       | Mare de Herman                       | episodi: "Bedtime for Hermo"                                            |
| 1994      | The George Carlin Show              | Rosemarie                            | episodi: "George Destroys a Way of Life"                                |
| 1994      | One West Waikiki                    | Sarah Gaines                         | episodi: "Along Came a Spider"                                          |
| 1994      | Party of Five                       | Gloria Metzler (no surt als crèdits) | episodi: "Grownups"                                                     |
| 1995      | Party of Five                       | Gloria Metzler                       | episodi: "Brother's Keeper"                                             |
| 1995      | Northern Exposure                   | Jane Stowe O'Connell                 | episodi: "The Mommy's Curse"                                            |
| 1995      | Step by Step                        | Infermera Deckers                    | episodi: "One Truck, Al Dente"                                          |
| 1995      | Pig Sty                             | Kasha                                | episodi: "Mr. Nice Guy"                                                 |
| 1995-1996 | Kirk                                | Sally                                | 31 episodis                                                             |
| 1996      | Sisters                             | Paulette Brown                       | episodi: "Taking a Gamble"                                              |
| 1996      | Touched by an Angel                 | Mrs. Shaw                            | episodi: "Flesh and Blood"                                              |
| 1996      | Champs                              | Professor Carnovsky                  | episodi: "To Be There or Not to Be There"                               |
| 1996      | Mary & Tim                          |                                      | Telefilm                                                                |
| 1996      | Ellen                               | Barbara                              | episodi: "Not So Great Expectations"                                    |
| 1996      | Boston Common                       | Mrs. Taggert                         | episodi: "Coming Clean"                                                 |
| 1996      | Unhappily Ever After                | Saleslady                            | episodi: "The Tell-Tale Lipstick"                                       |
| 1997      | Meego                               | DMV Lady                             | episodi: "Car and Driver"                                               |
| 1997      | Anastasia                           | Actriu (veu)                         |                                                                         |
| 1997      | The Naked Truth                     | Eleanor                              | episodi: "He Ain't Famous, He's My Brother"                             |
| 1997      | Caroline in the City                | Eleanor                              | episodi: "Caroline in the Decanter"                                     |
| 1998      | House Rules                         | Mare superior                        | episodi: "Twisted Sister"                                               |
| 1998      | Maggie Winters                      | Idah                                 | episodi: "Suburban Myth"                                                |
| 1999      | Silk Hope                           | Violet                               | Telefilm                                                                |
| 1999      | ER                                  | Leila Morgan                         | episodi: "Rites of Spring" episodi: "Getting to Know You"               |
| 2000      | Just Shoot Me!                      | Ellen Gelman                         | episodi: "Blinded by the Right"                                         |
| 2000      | Will & Grace                        | Sister Robert                        | episodi: "Sweet (and Sour) Charity"                                     |
| 2000-2003 | The Practice                        | Jutge P. Spindle                     | 7 episodis                                                              |
| 2001      | Judging Amy                         | Marjorie Landsdown                   | episodi: "Adoption Day"                                                 |
| 2001      | Any Day Now                         | Mestre                               | episodi: "Blinded by the White"                                         |
| 2002      | Philly                              | Brenda Pagano                        | episodi: "Lies of Minelli"                                              |
| 2002      | Everybody Loves Raymond             | Lee                                  | episodi: "The Skit"                                                     |
| 2002-2006 | Everwood                            | Edna Harper                          | 89 episodis                                                             |
| 2003      | Everybody Loves Raymond             | Lee                                  | episodi: "Thank You Notes"                                              |
| 2004      | Joan of Arcadia                     | Ruth Washington                      | episodi: "Silence"                                                      |
| 2006      | The Mermaid Chair                   | Kat                                  | Telefilm                                                                |
| 2006      | The Closer                          | Elaine Donahue                       | episodi: "Serving the King: Part 1" episodi: "Serving the King: Part 2" |
| 2007      | Private Practice                    | Sylvie                               | episodi: "In Which Addison Has a Very Casual Get Together"              |
| 2007-2008 | Boston Legal                        | Jutge Patrice Webb                   | 4 episodis                                                              |
| 2008      | Pushing Daisies                     | Calista Cod                          | episodi: "Frescorts"                                                    |
| 2008      | Cold Case                           | Betty Sue Baker                      | episodi: "Pin Up Girl"                                                  |
| 2009      | ER                                  | Barbara Feingold                     | episodi: "Love Is a Battlefield"                                        |
| 2009      | Eleventh Hour                       | Pete Hammer                          | episodi: "Pinocchio"                                                    |
| 2009      | Grey's Anatomy                      | Mrs. Hunt                            | episodi: "Here's to Future Days"                                        |
| 2010      | Grey's Anatomy                      | Mrs. Hunt                            | episodi: "With You I'm Born Again"                                      |
| 2010      | Untitled David Litt Project         | Lizzie Herman                        | episodi: "Pilot"                                                        |
| 2010      | Den Brother                         | Mrs. Jacklitz                        | Telefilm                                                                |
| 2010      | Hawthorne                           | Maureen                              | episodi: "No Exit"                                                      |
| 2011      | The Last Godfather                  | Germana Theresa                      |                                                                         |